# Contea di Franklin (Maine)
La contea di Franklin, in inglese Franklin County, è una contea dello Stato del Maine, negli Stati Uniti. La popolazione al censimento del 2000 era di 29 467 abitanti. Il capoluogo di contea è Farmington.

## Geografia fisica
La contea si trova nella parte occidentale del Maine. L'U.S. Census Bureau certifica che l'estensione della contea è di 4518 km², di cui 4397 km² composti da terra e i rimanenti 121 km² composti di acqua.
L'University del Maine fu fondata a Farmington nel 1863.

### Contee confinanti
- Contea di Somerset - nord-est
- Contea di Kennebec - sud-est
- Contea di Androscoggin - sud
- Contea di Oxford - sud-ovest
- Municipalità regionale della contea di Le Granit (Québec, Canada) - nord-ovest

## Storia
La Contea di Franklin venne costituita nel 1838 e deve il suo nome a Benjamin Franklin.

## Comuni

### Towns
| - Avon - Carrabassett Valley - Carthage - Chesterville - Eustis - Farmington | - Industry - Jay - Kingfield - New Sharon - New Vineyard - Phillips | - Rangeley - Strong - Temple - Weld - Wilton |

### Plantations
- Coplin Plantation
- Dallas Plantation
- Rangeley Plantation
- Sandy River Plantation